# Библиотека литературного музея Ахмета Арифа
Библиотека литературного музея Ахмета Арифа (тур. Ahmet Arif Edebiyat Müze Kütüphanesi) — литературный музей и архив, посвященный турецкой литературе и названный в честь поэта Ахмета Арифа (1927—1991). Расположен в Диярбакыре (Турция), музей был основан Министерством культуры и туризма и открыт 1 июня 2011 года.
Музей расположен в историческом доме типичной диярбакырской архитектуры под названием Hacı Halid Konaı (буквально «Особняк Хаджи Халида»), которому более 120 лет.
Музей расположен в районе Камии Кебир провинции Сур, рядом с музеем Кахит Ситки Таранчи. 6-комнатный дом с внутренними портиками выполнен в форме квадрата, окружающего большой двор. Общая площадь дома, включая двор, составляет 360 м2 (3900 фут²). Считается, что в этом здании жил Ахмет Ариф.
Затраты на реставрацию здания составили 93 000 турецких лир, ещё 75 000 турецких лир были потрачены на мебель и обстановку.
Музей посвящен жизни и творчеству Ахмета Арифа, некоторые личные вещи которого выставлены в экспозициях. Кроме этого, выставлены фотографии известных авторов юго-восточной Анатолии.
Библиотека содержит более 2000 книг и 60 периодических изданий, в том числе по истории и литературе.
В библиотеке музея проводятся дискуссии о разных авторах, поэтические спектакли и мастер-классы по писательскому мастерству.
Девять месяцев в году посетители могут читать книги под огромным ореховым деревом во внутреннем дворе здания.
Музейная библиотека в Диярбакыре является частью сети учреждений, названных в честь известных писателей, уроженцев этого региона.